# Pseudohadena pexa
Pseudohadena pexa là một loài bướm đêm trong họ Noctuidae.